# 小群诗歌
小群诗歌（Little Flock hymnbook）是闭关弟兄会共同使用的诗歌，在闭关弟兄会不同的群体中，有许多不同的版本，但有一个共同的来源。 
1838年，Central Tract Depot出版了乔治·魏格润的Hymns for the Poor of the Flock。1856年出版Hymns and Spiritual Songs for the Little Flock，所有后续版本都基于这本诗集。1881年由达秘加以修订，这个版本目前还在出版。1894年威廉·开雷修订了诗集。